# روبرت كونيغ
روبرت كونيغ (بالألمانية: Rupert König)‏ (مواليد 3 أبريل 1937) هو ملاكم نمساوي، مثّل بلاده في الألعاب الأولمبية الصيفية في دورتي 1960 و1964.

## روابط خارجية
روبرت كونيغ على موقع أوليمبيديا (الإنجليزية)